# Daihatsu K
Daihatsu K — серия трёхцилиндровых 12-клапанных и четырёхцилиндровых 16-клапанных двигателей с клапанным механизмом DOHC, не связанных между собой (KF, KR и K3/KJ). Рабочий объём варьировался от 0,66 до 1,3 л. Двигатели выпускались как в атмосферном, так и в турбированном исполнении. Масса двигателя KF составляет 47 кг, что на 25% меньше, чем у снятого с производства двигателя EF, масса которого составляет 59 кг.

## KF
Daihatsu KF — рядный трёхцилиндровый двигатель объёмом 658 см3 с клапанным механизмом DOHC и водяным охлаждением, предназначенный для кей-каров. Выпускается с ноября 2005 года. Пришёл на смену двигателю EF.
| Тип                      | Объём   | Диаметр цилиндра x Ход поршня | Шаг отверстия | Цилиндров | Степень сжатия | Мощность                          | Крутящий момент         | Применения |
| ------------------------ | ------- | ----------------------------- | ------------- | --------- | -------------- | --------------------------------- | ----------------------- | --- |
| KF-DE                    | 658 см3 | 63 x 70.4 мм                  | 78 мм         | 3         | 11.5           | 37 кВт (49 л. с.) при 6900 об/мин | 60 Н·м при 3600 об/мин  | - Н/Д |
| KF-VE (с DVVT)           | 658 см3 | 63 x 70.4 мм                  | 78 мм         | 3         | 11.5           | 37 кВт (49 л. с.) при 5700 об/мин | 64 Н·м при 4000 об/мин  | - S200 Daihatsu Hijet Truck/Toyota Pixis Truck/Subaru Sambar - S320 Daihatsu Hijet Cargo/Toyota Pixis Van/Subaru Sambar Van |
| KF-VE (с DVVT)           | 658 см3 | 63 x 70.4 мм                  | 78 мм         | 3         | 11.5           | 39 кВт (52 л. с.) при 7000 об/мин | 64 Н·м при 4000 об/мин  | - S200 Daihatsu Hijet Truck/Toyota Pixis Truck/Subaru Sambar - S320 Daihatsu Hijet Cargo/Toyota Pixis Van |
| KF-VE (с DVVT)           | 658 см3 | 63 x 70.4 мм                  | 78 мм         | 3         | 11.5           | 43 кВт (57 л. с.) при 7200 об/мин | 65 Н·м при 4000 об/мин  | - L175 Daihatsu Move - L255 Daihatsu Esse - L275 Daihatsu Mira/Subaru Pleo - L375 Daihatsu Tanto - L455 Daihatsu Tanto Exe/Subaru Lucra - L575 Daihatsu Move Conte                                                                                 |
| KF-VE (с DVVT)           | 658 см3 | 63 x 70.4 мм                  | 78 мм         | 3         | 11.5           | 38 кВт (51 л. с.) при 7200 об/мин | 60 Н·м при 4000 об/мин  | - L275 Subaru Pleo - LA100 Daihatsu Move/Subaru Stella - LA250 Daihatsu Cast/Toyota Pixis Joy - LA700 Daihatsu Wake/Daihatsu Hijet Caddie/Toyota Pixis Mega - L575 Daihatsu Move Conte/Toyota Pixis Space                                          |
| KF-VE (с DVVT)           | 658 см3 | 63 x 70.4 мм                  | 78 мм         | 3         | 11.3           | 38 кВт (51 л. с.) при 6800 об/мин | 60 Н·м при 5200 об/мин  | - LA300 Daihatsu Mira e:S/Toyota Pixis Epoch/Subaru Pleo Plus - LA550 Daihatsu Mira Tocot - LA600/650 Daihatsu Tanto/Subaru Chiffon - LA800 Daihatsu Move Canbus                                                                                   |
| KF-VE (с DVVT)           | 658 см3 | 63 x 70.4 мм                  | 78 мм         | 3         | 11.3           | 34 кВт (45 л. с.) при 5700 об/мин | 60 Н·м при 4000 об/мин  | - S320 Daihatsu Hijet Cargo/Toyota Pixis Van/Subaru Sambar Van - S500 Daihatsu Hijet Truck/Toyota Pixis Truck/Subaru Sambar Truck |
| KF-VE (с DVVT)           | 658 см3 | 63 x 70.4 мм                  | 78 мм         | 3         | 11.3           | 39 кВт (52 л. с.) при 7200 об/мин | 60 Н·м при 4000 об/мин  | - S320 Daihatsu Hijet Cargo/Toyota Pixis Van/Subaru Sambar Van - S500 Daihatsu Hijet Truck/Toyota Pixis Truck/Subaru Sambar Truck |
| KF-VE (с DVVT)           | 658 см3 | 63 x 70.4 мм                  | 78 мм         | 3         | 12.2           | 36 кВт (48 л. с.) при 6800 об/мин | 57 Н·м при 5200 об/мин  | - LA350 Daihatsu Mira e:S/Toyota Pixis Epoch/Subaru Pleo Plus |
| KF-VE (КПГ с DVVT)       | 658 см3 | 63 x 70.4 мм                  | 78 мм         | 3         | 12.8           | 33 кВт (44 л. с.) при 7200 об/мин | 64 Н·м при 4000 об/мин  | - L275 Daihatsu Mira Van (на природном газе) |
| KF-VE (КПГ с DVVT)       | 658 см3 | 63 x 70.4 мм                  | 78 мм         | 3         | 12.8           | 29 кВт (38 л. с.) при 6400 об/мин | 52 Н·м при 4000 об/мин  | - S320 Daihatsu Hijet Cargo (на природном газе) |
| KF-DET (с турбонаддувом) | 658 см3 | 63 x 70.4 мм                  | 78 мм         | 3         | 9.0            | 47 кВт (63 л. с.) при 6000 об/мин | 103 Н·м при 3000 об/мин | - L175 Daihatsu Move (Custom R/R Limited/RS) - L375 Daihatsu Tanto Custom RS - L405 Daihatsu Sonica - L575 Daihatsu Move Conte/Toyota Pixis Space Custom RS                                                                                        |
| KF-DET (с турбонаддувом) | 658 см3 | 63 x 70.4 мм                  | 78 мм         | 3         | 9.0            | 47 кВт (63 л. с.) при 5700 об/мин | 103 Н·м при 2800 об/мин | - LA100 Daihatsu Move - L275 Daihatsu Mira/Subaru Pleo Custom RS - L455 Daihatsu Tanto Exe/Subaru Lucra Custom RS - S320 Daihatsu Atrai/Subaru Dias Wagon - S320 Hijet Cargo Cruise Turbo/Toyota Pixis Van Cruise Turbo/Subaru Sambar Van VC Turbo |
| KF-DET (с турбонаддувом) | 658 см3 | 63 x 70.4 мм                  | 78 мм         | 3         | 9.0            | 47 кВт (63 л. с.) при 6400 об/мин | 95 Н·м при 4000 об/мин  | - LA150 Daihatsu Move/Subaru Stella Custom RS - LA700 Daihatsu Hijet Caddie |
| KF-DET (с турбонаддувом) | 658 см3 | 63 x 70.4 мм                  | 78 мм         | 3         | 9.0            | 47 кВт (63 л. с.) при 6400 об/мин | 95 Н·м при 3200 об/мин  | - LA400 Daihatsu/Toyota Copen GR Sport - LA600/650 Daihatsu Tanto/Subaru Chiffon Custom RS |
| KF-VET (с DVVT)          | 658 см3 | 63 x 70.4 мм                  | 78 мм         | 3         | 9.5            | 47 кВт (63 л. с.) при 6000 об/мин | 103 Н·м при 3000 об/мин | - LA250 Daihatsu Cast (G Turbo/Sport)/Toyota Pixis Joy (G Turbo/S) - LA700 Daihatsu Wake/Toyota Pixis Mega X/G |

## K3
Daihatsu K3 — серия 1,3-литровых четырёхцилиндровых двигателей с клапанным механизмом DOHC и водяным охлаждением, разработанных и выпускаемых компанией Daihatsu с апреля 2000 года. Пришли на смену двигателям HC. Также двигатели выпускаются компанией Toyota под индексом 2SZ-FE. Версия объёмом 1,5 л получила индекс 3SZ-VE, а версия объёмом 1,0 л — KJ-VET.
| Тип                           | Объём    | Диаметр цилиндра x Ход поршня | Шаг отверстия | Цилиндров | Степень сжатия | Мощность                            | Крутящий момент         | Применения |
| ----------------------------- | -------- | ----------------------------- | ------------- | --------- | -------------- | ----------------------------------- | ----------------------- | --- |
| K3-DE (без DVVT)              | 1297 см3 | 72 x 79.7 мм                  | 78 мм         | 4         | 10.0           | 65 кВт (87 л. с.) при 6000 об/мин   | 114 Н·м при 3600 об/мин | - F600/650 Daihatsu Xenia/Toyota Avanza (2003—2006) - S400 Daihatsu Gran Max |
| K3-VE (с DVVT)                | 1297 см3 | 72 x 79.7 мм                  | 78 мм         | 4         | 10.0           | 66 кВт (89 л. с.) при 6000 об/мин   | 123 Н·м при 4400 об/мин | - J100 Daihatsu Terios/Toyota Cami/Perodua Kembara (Малайзия) - L880 Daihatsu Copen (Европа) - M100 Daihatsu Storia/Daihatsu Sirion/Toyota Duet - M200 Daihatsu YRV                                                                                                |
| K3-VE (с DVVT)                | 1297 см3 | 72 x 79.7 мм                  | 78 мм         | 4         | 10.0           | 68 кВт (91 л. с.) при 6000 об/мин   | 119 Н·м при 4400 об/мин | - F600/650 Daihatsu Xenia/Toyota Avanza (2004—2015) - J200 Daihatsu Terios/Toyota Rush - M300 Daihatsu Boon/Daihatsu Sirion/Toyota Passo - M400 Daihatsu Coo/Daihatsu Materia/Toyota bB/Subaru Dex - S220 Daihatsu Atrai 7/Toyota Sparky/Daihatsu Hijet Gran Cargo |
| K3-VE2 (с высокими оборотами) | 1297 см3 | 72 x 79.7 мм                  | 78 мм         | 4         | 11.0           | 81 кВт (110 л. с.) при 7000 об/мин  | 126 Н·м при 4400 об/мин | - M100 Daihatsu Storia/Toyota Duet Rally |
| K3-VE2 (с высокими оборотами) | 1297 см3 | 72 x 79.7 мм                  | 78 мм         | 4         | 11.0           | 75 кВт (101 л. с.) при 7000 об/мин  | 120 Н·м при 4400 об/мин | - M100 Daihatsu Sirion GTvi (Австралия) |
| K3-VET (с турбонаддувом)      | 1297 см3 | 72 x 79.7 мм                  | 78 мм         | 4         | 8.5            | 100 кВт (140 л. с.) при 6300 об/мин | 177 Н·м при 3200 об/мин | - J100 Daihatsu Terios/Toyota Cami Turbo Aero - M300 Daihatsu YRV Turbo 130 |

## KJ
Daihatsu KJ-VET — турбированный 1,0-литровый рядный четырёхцилиндровый бензиновый двигатель с клапанным механизмом DOHC и водяным охлаждением. Является уменьшенной версией двигателя K3-VET. Применяется только в Daihatsu Boon X4.
| Тип    | Объём   | Диаметр цилиндра x Ход поршня | Шаг отверстия | Цилиндров | Степень сжатия | Мощность                           | Крутящий момент         | Применение              |
| ------ | ------- | ----------------------------- | ------------- | --------- | -------------- | ---------------------------------- | ----------------------- | ----------------------- |
| KJ-VET | 939 см3 | 72 x 57.5 мм                  | 78 мм         | 4         | 8.3            | 98 кВт (131 л. с.) при 7200 об/мин | 132 Н·м при 3600 об/мин | - M300 Daihatsu Boon X4 |

## KR
Daihatsu KR — рядный трёхцилиндровый двигатель объёмом 1,0 л.